# Xylocopa darwini
Xylocopa darwini, ou  Abelha carpinteira de Galápagos, é a única espécie nativa de abelha encontrada nas Ilhas Galápagos, para a qual é um endêmico. A fêmea é toda preta, enquanto o macho tem um abdômen preto e é amarelo-marrom no resto do corpo.